# Эней (сын Порфаона)
Эне́й, или Ойне́й (др.-греч. Οἰνεύς) — в древнегреческой мифологии — царь Калидона, сын и преемник царя Порфаона и Евриты. Согласно некоторым свидетельствам, внук Ареса. Имя производно от слова «вино» (др.-греч. οἴνη, микен. wo-no).
Первым получил от Диониса в дар виноградную лозу (по рассказу, за то, что Дионис провел ночь с его женой Алфеей).
Ойней был женат дважды: его первая жена Алфея, дочь Фестия. Её дети Токсей, Тирей, Климен, Мелеагр, Горга, Деянира (либо Ферей, Агелай, Токсей, Климен, Горг и Деянира); либо также Перифант, Горга, Евримеда и Меланиппа.
В мифы попал благодаря своим потомкам, а также благодаря одной из своей оплошности: однажды, принося богам благодарственные жертвы за урожай, он забыл про богиню Артемиду, а та в отместку наслала на Калидон чудовищного вепря.
Объявил охоту на калидонского вепря. В результате начавшейся войны погиб его сын и жена. По версии, сестры Мелеагра (кроме Горги и Деяниры) превратились в птиц от слез.
Вторая жена Перибея родила ему Тидея, одного из предводителей злополучного похода «семерых против Фив», а также Оления.
Известен своим гостеприимством. Ойней угощал в своем доме Беллерофонта 20 дней, подарил ему пояс, а взамен получил кубок. Принял кормилицу с младенцами Агамемноном и Менелаем. Радушно принял Алкмеона. Есть рассказ, что он встретился с Гераклом во Флиунте, и Геракл случайно убил Киафа — виночерпия Ойнея.
В старости он был свергнут сыновьями Агрия и заточен в темницу. Затем Диомед освободил его и увел в Пелопоннес. Два сына Агрия убили его у алтаря Телефа в Аркадии. Диомед похоронил его в городе, который стал называться Эноя. Либо Ойней был лишен власти сыновьями Агрия и прибыл в Аргос. Похоронен в местечке Эноя в Арголиде.
Действующее лицо сатировской драмы Софокла «Эней» (фр.1130-1131 Радт), где изображалось сватовство к Деянире, трагедии Еврипида «Эней», пьес Филокла Старшего и Херемона «Ойней», неизвестного автора «Ойней», комедии Динолоха «Ойней». Старость Ойнея изображалась в трагедии Пакувия «Перибея».